# Dungeoneer
Dungeoneer è un gioco di carte non collezionabili ideato da Thomas Denmark e distribuito da Atlas Games. Denmark ha anche disegnato molte carte del gioco.

## Descrizione
In una partita di Dungeoneer, i giocatori partecipano ad un'avventura RPG, dove devono esplorare un'area, combattere mostri e altre minacce, e risolvere pericolose missioni. 
Ciascun set contiene 55 o 110 carte di tipo differente.
Durante ciascuna partita, i giocatori assumono alternativamente il ruolo di "Signore del Dungeon", in cui possono evocare mostri e trappole contro i loro avversari, e di "Eroe", che esplora il dungeon per cercare di raggiungere le proprie missioni.
La vittoria viene assegnata all'Eroe che porta a termine per primo tre missioni o al Signore del Dungeon che sconfigge tutti gli Eroi tranne il proprio.